# دهستان هفت‌جوی
دهستان هفت‌جوی نام دهستانی در بخش مرکزی شهرستان قدس، استان تهران در ایران است. براساس سرشماری مرکز آمار ایران در سال ۱۳۹۵، جمعیت آن ۳۱۳۷ نفر (۹۵۰ خانوار) بوده‌است.